# Kadarkút
Kadarkút è una città di 2.800 abitanti situata nella contea di Somogy, nell'Ungheria centro-occidentale.

## Amministrazione

### Gemellaggi
- Veliko Trojstvo
- Voitsberg